# Adventizem
Adventizem (let. advent pomeni prihod) je protestantska verska skupnost, ki svoje verovanje utemeljuje izključno na Svetem pismu in napoveduje skorajšnji Jezusov drugi prihod. V Sloveniji so adventisti združeni v Krščansko adventistično cerkev.